# Comibaena pseudoneriaria
Comibaena pseudoneriaria is een vlinder uit de familie spanners (Geometridae). De wetenschappelijke naam is voor het eerst geldig gepubliceerd in 1926 door Wehrli.
De soort komt voor in Europa.